# 新保村 (福井県)
新保村（しんぼむら）は福井県坂井郡にあった村。現在の坂井市三国町新保にあたる。

## 地理
- 海洋：日本海
- 河川：九頭竜川

## 歴史
- 1889年（明治22年）4月1日 - 町村制の施行により、泥原新保浦の区域をもって、新保村が発足する。
- 1954年（昭和29年）3月31日 - 三国町、新保村、雄島村及び加戸村が合併して、改めて三国町が発足する。